# Bódis Kriszta
Bódis Kriszta (születési nevén Horváth Krisztina) (Budapest, 1967. június 9. –) magyar író, pszichológus, dokumentumfilmes.

## Családja
Lánya 1997-ben, fia 2002-ben született.

## Életpályája
Pszichológia és esztétika szakon végzett az ELTE-n. Közel száz dokumentumriportot készített a Magyar Televíziónak a kilencvenes évek végén a marginális csoportokról, társadalmi kérdésekről: prostitúcióról, kiszolgáltatottságról, homoszexualitásról, kirekesztésről, társadalmi előítéletekről, szolidaritásról, többek között a romák helyzetéről és a roma kultúráról is. 
Ugyanebben a témában jó néhány díjat begyűjtő, nagyobb lélegzetű dokumentumfilmet rendezett. Például a Rabszolgavásárt, amely az emberkereskedelemről szól, vagy a Falusi románc- meleg szerelem címűt, amelyben egy leszbikus szerelem történetét követi, vagy a Bári sej- Nagy lány-t, amely az oláh cigány közösségek nőkkel kapcsolatos szokásairól szól, vagy a Amari kris-t, az oláh cigány hagyományokat és etikát, a cigány törvényt (romani kris) mutatja be. 
A filmezés során a megismerésre törekedett, ezért hosszú időt töltött és bensőséges kapcsolatot alakított ki azokkal a közösségekkel, emberekkel, akikkel, akikről forgatott, hogy minél hitelesebb hangon szólaljanak meg a filmjei. Közben tanított többek között az ELTE Interkulturális Pedagógia és Pszichológia szakán és Szociálpszichológia tanszékén, a JATE Romológia szakán és a Miskolci Egyetem kulturális antropológia szakán.
A 2006-os Pride Fesztiválon a vezetése mellett rendezték meg az Irodalmi Cetrifuga meleg tematikus estjét. A 2013-as Pride Fesztiválon pedig Bódis mint a mozgalmat támogató költők, írók egyik hazai képviselője olvasott fel saját verseiből az LMBTQ-megmozdulás során. Szintén Bódis tollából származik a Csipke Józsika című LMBTQ-mese is.
Közel húsz éve közvetlen a nyomorban élők között dolgozik (elsősorban Ózdon) azért, hogy olyan támogatások, szolgáltatások rendszerét működtesse, amely lehetővé teszi a nyomorból való kitörést. Ez a tevékenység 1998-ban kezdődött, amikor önkénteskedve egy cigánytelep közepére (az ózdi Hétes-telepre) alkotótábort szervezett, majd ebből a programból egy komplex teleprehabilitációs munka fejlődött ki, amelyet 2011-től rendszer szintű modellként a Van Helyed Alapítvány keretei között működtetett “Alkotásközpontú szociális és integrációs modell” néven. Ennek során a Hétes telepen élők építő közösséggé formálódtak, fürdőházat építettek, focipályát, közösségi tereket hoztak létre, de a Van Helyed csapata adósságkezelést, tanítást és alkotó munkát is folytatott a telepen élő romákkal összefogva.
Bódis módszerében központi helyen van az alkotás, azon belül az írás, filmezés és fotózás. Ennek egyik legismertebb produktuma a Valovi Rap. Fontosnak tartja, hogy a kirekesztett közösségek az alkotáson keresztül megtapasztalják, hogy képesek értéket teremteni. Képesek változtatni sorsukon. Ezt a szemléletet és módszert Bódis alkotásközpontú nevelésnek nevezi. 2014-től az ózdi Van Helyed Stúdió alapítója és szakmai vezetője, ahol munkatársaival a hátrányos helyzetű, többségében roma diákok eredményes továbbtanulását segítik. 
Célja, hogy a családok bevonásával patronálja a gyermekek fejlődését. Hátrányt kezelnek és tehetséget gondoznak. A Stúdió növendékei a fejlődés ciklusa mentén megkapják azokat a lehetőségeket, szolgáltatásokat amiket egy átlagos, vagy egy jobb családi háttér szisztematikusan meg tud adni a gyermekeknek. Oktatást, fejlesztést, alkotási lehetőséget, zene és nyelvtanulást, sportot, játékot, korszerű környezetet, szocializációs mintákat. Néhány év után már kézzelfoghatóak az eredmények. Minden diákjuk sikeresen felvételizik és egyre többen tanulnak tovább országszerte, Budapesten is neves gimnáziumokban.
Bódis a Van Helyed Rendszer kiépítésén dolgozik. Olyan oktatásfókuszú, egymásra épülő szolgáltatások rendszerén, amelyek képesek megtörni a nyomor reprodukciós köreit. Mindeközben ismert társadalmi aktivista, közéleti személyiség, verseket és prózát húszéves kora óta publikál rangos irodalmi folyóiratokban.
Társadalmi aktivistaként Bódis Kriszta 2008-ban a Tarka Magyar! demonstrációt szervező mozgalom szóvivője volt. A tüntetéssel a szervezők arra akarták felhívni a figyelmet, hogy a magyar politika is felelős az országban tapasztalható kirekesztő és szélsőséges magatartás miatt. Az eseményen 5000 ember vett részt.

## Regényei
Bódis Kriszta több regényt is írt. A Kemény vaj  (2003) egy szép és okos prostituált fejlődésregényén keresztül többek között a női alávetetettségről az egyenjogúság hiányáról, az emancipáció igényéről beszél. Az Artista (2006) nevelőotthonban élő és onnan szökdöső fiatalok sorsáról szól fiktív dokumentarista interjúbetétek segítségével több nézőpontból. A Carlo Párizsban (2014) ifjúsági regény (is), amely egy okos, tehetséges és jóérzésű 15 éves telepi cigány fiú viszontagságairól, kalandjairól, sportkarrierjéről szól.

2020-as évek legelején érdekes és különleges szépírói vállalkozásba fogott, amikor elkezdte írni a  Tüdős Klára életét feldolgozó három kötetre tervezett regényciklusát (Istenhegy-ciklus), aminek első kötete aztán 2022-ben jelent meg-- Kisasszonyképző címmel -- az Európa Könyvkiadónál, majd 2023-ban követte a Korzón a pokolba címmel a második kötet.  Az írónő a izgalmas témaválasztásról így írt az életrajzi regényciklus első kötetének fülszövegében:
"Tüdős Klára olyan női ikon, akinek embersége, egyénisége, alkotóereje és tettei túlnőttek a huszadik századon. Az ő szobrát a történelem és az emberi nem drámája faragta, de valahogy úgy, ahogy tengervíz töri, pusztítja el a sziklákat. Én ezt a láthatatlan emlékművet most életre keltem. Jó volna hozzájárulni Tüdős Klára reneszánszához, alkotásai, munkája, élete újrafelfedezéséhez. Tragikus, hogy azok a művek, amiket nem hozhatott létre – vagy azért, mert nőnek született, vagy azért, mert egy bizonyos társadalmi réteghez tartozott –, már soha nem fognak megszületni. Nem tudok lehetőséget adni, hogy teljes virágában kibontakoztathassa a tehetségét, amit életében nem ismertek el és nem ismertek fel, de talán fel tudom mutatni. Elveszett álmait nem tudom beteljesíteni, de tovább álmodni igen." 
Bódis Kriszta a Szépírók Társaságának tagja.
Számos szakmai és munkásságát elismerő díjjal jutalmazták, többek között háromszor kapott Toleranciadíjat. Kapott televíziós Nívó díjat, 2013-ban pedig Raoul Wallenberg-díjat. Bódis Kriszta 2015-ben a Glamour szerkesztőségének döntése alapján az Év hősnője elismerésben részesült.

## Művei

### Könyvek
- Mind csak idegenyebb úgy (Versek, 2002, JAK, Budapest)
- Kemény vaj (Regény, 2003, Magvető, Budapest)
- Artista (Regény, 2006, Jelenkor, Pécs)
- Artista (2009, Voland & Quist, Dresden), német nyelven
- Carlo Párizsban (regény, Tilos az Á, 2014)
- Van Helyed; szerk. Bódis Kriszta; "Van Helyed" A Közös Jövőnkért Alapítvány, Bp., 2014
- Van Helyed Rendszer. A sikeres integráció. Elvek és módszerek. A Van Helyed szakmai műhely kiadványa; "Van Helyed" A Közös Jövőnkért Alapítvány, Bp., 2016
- Kisasszonyképző. (Istenhegy I.); Európa, Bp., 2022
- Korzón a pokolba (Istenhegy II.); Európa, Bp. 2023

## Szereplései antológiákban
- Egyszer volt...Mese antológia (szerző a Csipke Józsika című mesével, 2003, Csimota Kiadó)
- Éjszakai állatkert. Antológia a női szexualitásról (testvér-szerkesztő, szerző, 2005, Jonathan Miller Kft.)
- Szomjas oázis. Antológia a női testről (szerző, 2007, Jaffa Kiadó)

## Válogatott filmográfia
- 1995 Petra – színes dokumentumfilm, 19 perc
- 1996 Apa – színes dokumentumfilm, 25 perc
- 1997 Egymás mellett – színes dokumentumfilm, 25 perc
- 1997–1999 Ott leszünk mi boldogok – dokumentumfilm (Szanyi Gyöngyi társrendezővel)
- 1998-2000 Isten Adóssága (dokumentumfilm): kitörési kísérlet a Hétes roma telepről.
- 2001 Szegény kisfiú (dokumentumfilm): a kisiskolásokról és a kiközösítés lélektanáról.
- 2000-2002 Rabszolgavásár /I. Ennél jobb helyet úgyse találsz, 54 perc /II. Mélykút-puszta, női börtön, 34 perc/: kétrészes dokumentumfilm az emberkereskedelem áldozatairól és a prostitúcióról, női szemmel.
- 2000-2005 Amari kris – Mi eskünk (dokumentumfilm): Az oláh cigányok még soha nem dokumentált törvénykezési szokásáról – a Romani kris-ről
- 2004-2006 Falusi románc -meleg szerelem (dokumentumfilm): egy leszbikus értelmiségi nő és heteroszexuális roma szomszédasszonyának bontakozó kapcsolatáról.
- 2005-2007 Báriséj-Nagylány (gender dokumentumfilm): egy békési lovári (oláh cigány) közösség nőkkel kapcsolatos hagyományairól.
- 2010 Virrasztás (dokumentarista kisjátékfilm): kitalált történet kitalált szereplőkkel. A hasonlóságok azonban nem szándékosak, nem véletlenek, hanem elkerülhetetlenek. A romák elleni rasszista sorozatgyilkosságok áldozatainak állít emléket, egy békés világ reményében.
- 2010-2012: Alkotásközpontú program Van Helyed Filmes-Média Műhelyét alapítja meg és vezeti. A műhelyben közösségi alkotások születnek:
- VHA Műhely válogatott munkái:
- 2011: Valovi rap (klip), Big bro (kisfilm)
- 2011-2012: Zordok földje (kisjátékfilm)
- 2008-2013 cseppgyerek.blog.hu (média blog)

## Díjai, elismerései
- Tolerancia díjak: (1995, 1997, 2000)
- MTV Nívódíj (1997)
- Dialektus Antropológiai Filmfesztivál Fődíj (2004)
- Bezeredj díj (2005)
- NKA alkotói ösztöndíj (2005)
- Filmjus alkotói ösztöndíj (2006)
- Kamera Hungária különdíj, (2006)
- Film.dok Fesztivál rendezői díj (2006)
- Filmjus alkotói ösztöndíj (2007)
- Film.Dok. fesztivál zsűri rendkívüli díja (2007)
- "100 éves a Nőnap" Állami elismerés (2008)
- Emberség díj (2008)
- Emberség díj (2009)
- Európai Bizottság a Szegénység és a kirekesztés elleni küzdelem évének arca (2010)
- Literaturhaus NÖ in Krems, írói ösztöndíj (2010)
- A Magyar Köztársasági Érdemrend lovagkeresztje (2010, Bajnai-kormány)
- Plural+ Nemzetközi Filmfesztivál Global Block díja a Van Helyed Média és Filmes Műhely mentoráltjaival közösen. (2011)
- Sociale Marie díj (2012)
- Wallenberg díj (2013)
- Év Hősnője Glamour (2015)

### Interneten elérhető művei
- Bódis Kriszta: Szoptass! ÉS, 2003. május 23.
- Bódis Kriszta: Netnapló Litera, 2003. október 16-22.
- Bódis Kriszta: Jó volt Tűsarok, 2005. szeptember 29.
- Bódis Kriszta: Csipke Józsika ÉS, 2006. október 6.
- Versek az Irodalmi Centrifugán Archiválva 2021. október 23-i dátummal a Wayback Machine-ben ICA, 2008. november 2.
- A Hétes-telepi modellprogram ICA, 2009. június 4.
- Bódis Kriszta: A szeretők halhatatlanok ÉS, 2009. június 19.
- Hajléktalan? – Bódis Kriszta: A képalkotás joga Archiválva 2020. augusztus 12-i dátummal a Wayback Machine-ben; evangelikus.hu 2014. február 17.

### Interjúk Bódis Krisztával
- Varró Szilvia: A szép és csúnya prostitúció Népszabadság, 2003. június 11.
- Láng Judit: Viharban születtem Irodalmi Centrifuga, 2009. október 3.
- https://web.archive.org/web/20160502225256/http://librarius.hu/2015/04/22/bodis-kriszta-interju/
- https://web.archive.org/web/20170324174010/http://divany.hu/poronty/2014/12/17/bodis_kriszta_parizs_videken_van/
- https://web.archive.org/web/20160502225256/http://librarius.hu/2015/04/22/bodis-kriszta-interju/
- https://web.archive.org/web/20170324090512/http://www.szeretlekmagyarorszag.hu/bodis-kriszta-hus-ver-embereknek-akartam-segiteni/
- https://web.archive.org/web/20170324084052/https://www.vasarnapihirek.hu/izles/terulnekfordulnak__bodis_kriszta__tertanckoncert
- http://hvg.hu/elet/20160518_Bodis_Kriszta_surgosen_el_kell_kezdeni_beszelgetni
- http://est.hu/cikk/112379/engem_az_emberi_kuzdes_erdekel__-_interju_bodis_krisztaval
- https://web.archive.org/web/20170324174338/http://www.barkaonline.hu/mentoov/4458-interju-bodis-krisztaval
- https://web.archive.org/web/20170324090512/http://www.szeretlekmagyarorszag.hu/bodis-kriszta-hus-ver-embereknek-akartam-segiteni/
- http://magyarnarancs.hu/kismagyarorszag/bodis-kriszta-most-elmeseli-hogy-es-kik-furtak-ki-ot-a-hetes-teleprol-94109
- http://www.evamagazin.hu/lasd_tarsadalom/36108_bodis_kriszta_meszaros_marta_veres_dora_es_dobosi_anett.ht
- http://www.rfmlib.hu/en/node/12898
- https://web.archive.org/web/20170324212244/http://kulter.hu/2015/08/suli-foci-maffia/
- http://magyar.film.hu/filmhu/magazin/bodis-kriszta-falusi-romanc-interju-werk
- https://web.archive.org/web/20170324084113/https://www.pagony.hu/engem-a-kokemeny-valosag-erdekel
- https://index.hu/kultur/2016/01/27/magyar_irokkal_novelnek_a_tarsadalmi_szolidaritast/
- http://magyar.film.hu/filmhu/magazin/bodis-kriszta-falusi-romanc-meleg-szerelem-szemle-38-kritika
- https://web.archive.org/web/20170324084419/http://www.szombat.org/kultura-muveszetek/a-kulturak-kisebbsegi-let-tapasztalatok
- https://web.archive.org/web/20170324084024/http://www.konyv7.hu/index.php?menuId=222&articleId=3603&action=article
- https://web.archive.org/web/20170324173648/http://www.nlcafe.hu/ezvan/20070912/nyari_karacsony_ozdon/
- http://www.magyarkurir.hu/hirek/hogyan-segitsunk-parbeszed-ciganysagrol/
- https://web.archive.org/web/20170324085413/http://www.undergroundmagazin.hu/cikk.php?id=25623
- http://kepmas.hu/tarsalgo/bodis-kriszta-a-szegenyseg-nem-nepmese Archiválva 2017. március 24-i dátummal a Wayback Machine-ben
- https://web.archive.org/web/20170324084850/http://kepmas.hu/tarsalgo/a-valodi-szegenysegnek-semmi-koze-a-nepmesei-szegenyseghez
- https://web.archive.org/web/20170324084416/https://legatobfzblog.com/2016/04/26/bodis-kriszta-az-alkotas-kepesse-tesz-a-jora/
- http://ww.evelet.hu/hajl%C3%A9ktalan-%E2%80%93-b%C3%B3dis-kriszta-k%C3%A9palkot%C3%A1s-joga?language=hu%5B%5D
- https://web.archive.org/web/20180414204349/https://mno.hu/migr_1834/a-resztvevo-megfigyelo-514620
- http://www.filmtett.ro/cikk/113/bodis-kriszta-barisej
- http://hvg.hu/itthon.roma/20100813_hetes_ciganyok_focipalya
- http://hvg.hu/itthon/20100914_bodis_hetestelep_romak
- http://hvg.hu/itthon/20111210_Bodis_Kriszta_ozdi_hetes_telep
- http://www.origo.hu/vendegszoba/szorakozas/20050822buszke.html
- http://www.origo.hu/kultura/20110506-roma-gyerekek-rap-valo-vilag-valovi-rap.html
- https://index.hu/kultur/2016/01/27/magyar_irokkal_novelnek_a_tarsadalmi_szolidaritast/

### Videók
- RTL Klub – Magyarul Balóval 2017.03.16.
- https://web.archive.org/web/20170324085009/http://www.atv.hu/belfold/20130805-bodis-kriszta
- https://web.archive.org/web/20170324085254/http://www.atv.hu/videok/video-20160128-iras-es-szolidaritas-generaciok-parbeszede
- https://web.archive.org/web/20170324084947/http://www.atv.hu/belfold/20130808-bodis-kr
- https://web.archive.org/web/20170324085019/http://indavideo.hu/video/Az_elso_nap_videoi_3
- Záróra-M2
- Napkelte MTVA -2009.02.15.
- Napkelte -MTVA -2008.10.01.
- Petőfi Rádió -A zene varázsa– 2017.03.21.
- Petőfi Rádió -A zene varázsa– 2017.03.29.
- Duna tv – Klubszoba-2012.02.05.
- M1 – Napkelte – 2008.03.08.
- M2 – Záróra – 2006.04.24.
- TV2 – 2007.03.02.
- M1 – Ridikül – 2015.03.11.
- TV2 – Koffeinmentes – 2007.01.18.
- DunaTV – Kikötő – 2007.03.08. 6:00-8:30
- M2 – Kultúrház – 2006.05.25 18:29 2:20-6:25

### Válogatás a "Tarka magyar"-ról szóló sajtómegjelenésekből
- http://nol.hu/belfold/lap-20081002-20081002-19-1699
- http://hvg.hu/itthon/20081004_tarka_magyar_gyurcsany
- https://index.hu/belfold/opsszefogas0/
- http://www.origo.hu/itthon/20081002-tarka-magyar-felvonulas-visszvontak-az-ellentuntetes-bejelenteset.html
- http://magyarnarancs.hu/belpol/tarka_magyar_-_korlatozott_hatas-69600
- M1- Az Este
- https://www.youtube.com/watch?v=5ZnlMhArVMs
- ATV – Egyenes beszéd
- TV2 – Belföldi hírek
- RTL Klub – Híradó
- https://web.archive.org/web/20170306132436/http://www.pestimusor.hu/index.php?sect=koracikk
- https://www.nonprofit.hu/hirek/tarka-magyar-szervezoinek-sajtonyilatkozata
- http://tarkamagyar.blog.hu/